# Bacopa serpyllifolia
Bacopa serpyllifolia är en grobladsväxtart som först beskrevs av George Bentham, och fick sitt nu gällande namn av Francis Whittier Pennell. Bacopa serpyllifolia ingår i släktet tjockbladssläktet, och familjen grobladsväxter. Inga underarter finns listade i Catalogue of Life.